# Station Allons - Argens
Station Allons - Argens is een spoorwegstation in de Franse gemeente Allons.

## Afbeeldingen

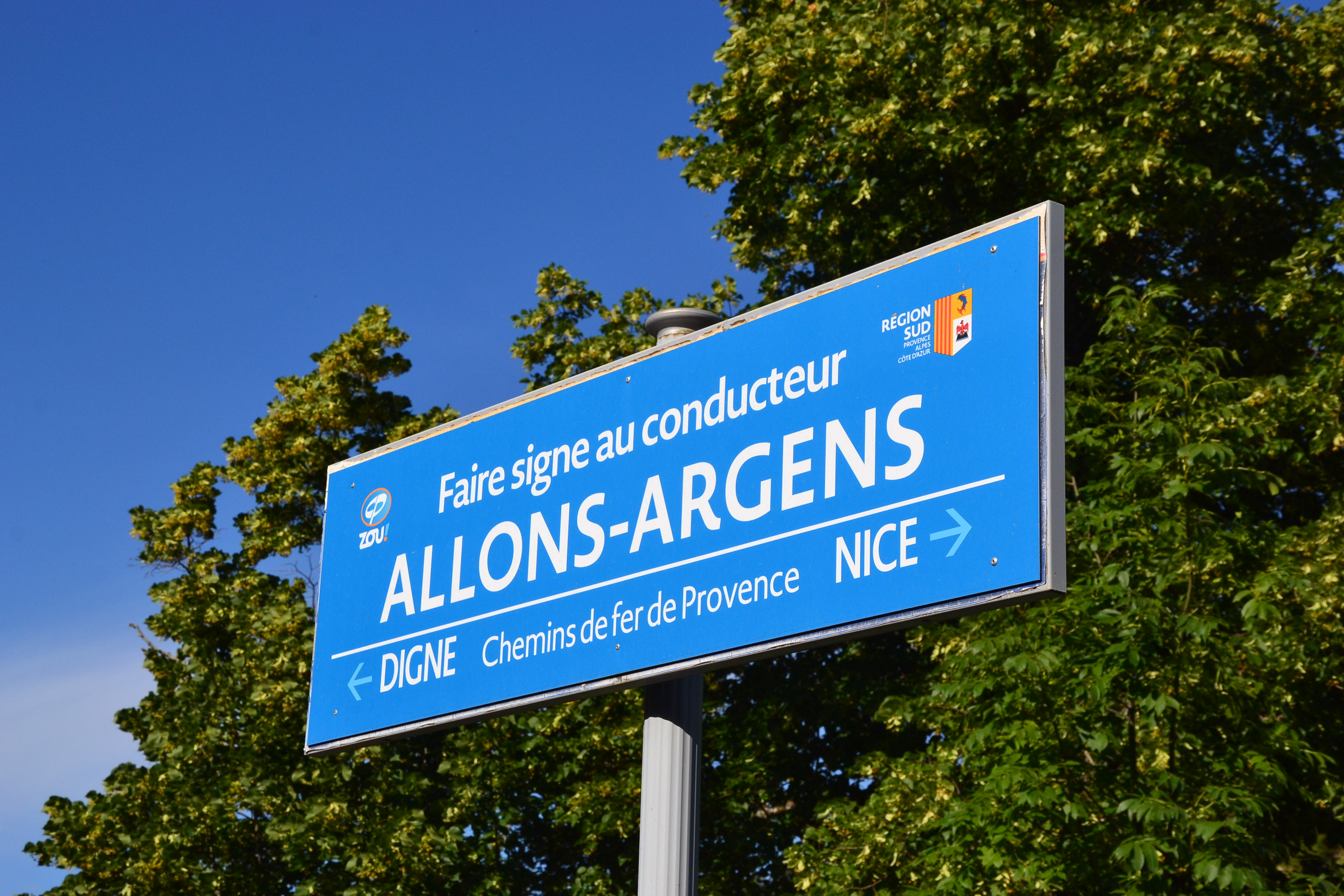
Aanduiding stop op verzoek
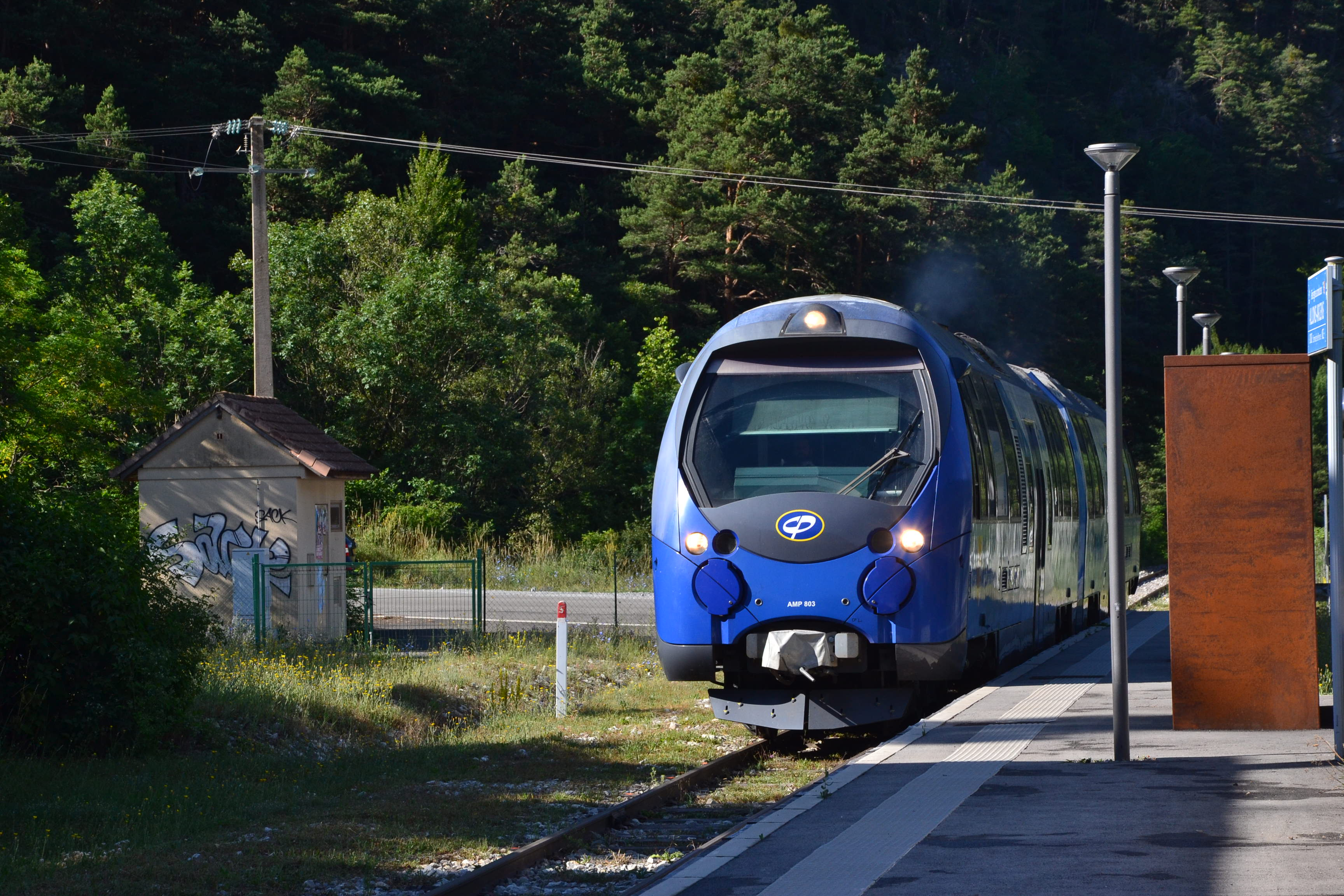
Trein richting Digne-les-Bains passeert station